# Adriaan Metius
Adriaan Adriaanszoon Metius (tudi Adriaen), nizozemski matematik in astronom, * 9. december 1571, Alkmaar, Nizozemska, † 6. september 1638, Franeker, Nizozemska.
Njegov priimek izhaja iz nizozemske besede meten, kar pomeni merjenje.

## Življenje in delo
Njegov oče Adriaen Anthonisz (1543 - 1620) je bil tudi matematik, zemljemerec, kartograf in vojaški inženir. Od leta 1582 je služboval kot župan Alkmaarja.
Metiusov brat Jacob Metius (po 1571 - 1628) je bil optik.
Metius je hodil v latinsko šolo v Alkmaarju in od leta 1589 študiral filozofijo na Univerzi v Franekerju, ki so jo tedaj ustanovili. Študij je nadaljeval leta 1594 v Leidnu, kjer je študiral s Snell van Royenom. Za kratek čas je delal z de Brahejem na Hvenu, kjer je de Brahe zgradil dva observatorija. Nato je delal v Rostocku in Jeni, kjer je leta 1595 predaval. Nato se je vrnil v Alkmaar in nekaj časa pomagal očetu pri nadzoru utrdb, predaval pa je tudi matematiko v Franekerju.
Leta 1598 je na Univerzi v Franekerju postal ekstraordinarij, med letoma 1600 in 1635 pa je bil ordinarij za matematiko, navigacijo, zemljemerstvo, vojaško tehniko in astronomijo. Dovolili so mu namesto v latinščini predavati v domačem jeziku. Leta 1603 in 1632 je bil rektor univerze.
Določil je Ptolemejev in Ču Čungdžijev približek π, 355/133, ki ga nekateri imenujejo po njem, oziroma po očetu, Metiusov približek ali tudi Metiusovo število.
Objavil je razprave o astrolabu in zemljemerstvu. Napisal je dela: Arithmeticæ et geometriæ practica (1611), Institutiones Astronomicae Geographicae in  Arithmeticæ libri duo: et geometriæ libri VI (1640). Izdeloval je tudi astronomske inštrumente in izdelal posebno vrsto Jakobove palice.

## Priznanja

### Poimenovanja
Po njem se imenuje krater Metius na Luni.
Na Vermeerjevi sliki Astronom iz leta 1668 je na mizi druga izdaja Metiusove knjige Institutiones Astronomicae Geographicae.